# Macrobrachium guangxiense
Macrobrachium guangxiense is een garnalensoort uit de familie van de Palaemonidae. De wetenschappelijke naam van de soort is voor het eerst geldig gepubliceerd in 1981 door Liang & Yan.